# Glossonema
Glossonema là chi thực vật có hoa trong họ Apocynaceae.